# Sessenheim

Sessenheim este o comună în departamentul Bas-Rhin, Franța. În 1 ianuarie 2022 avea o populație de 2.309 de locuitori.

## Galerie de imagini

Sessenheim
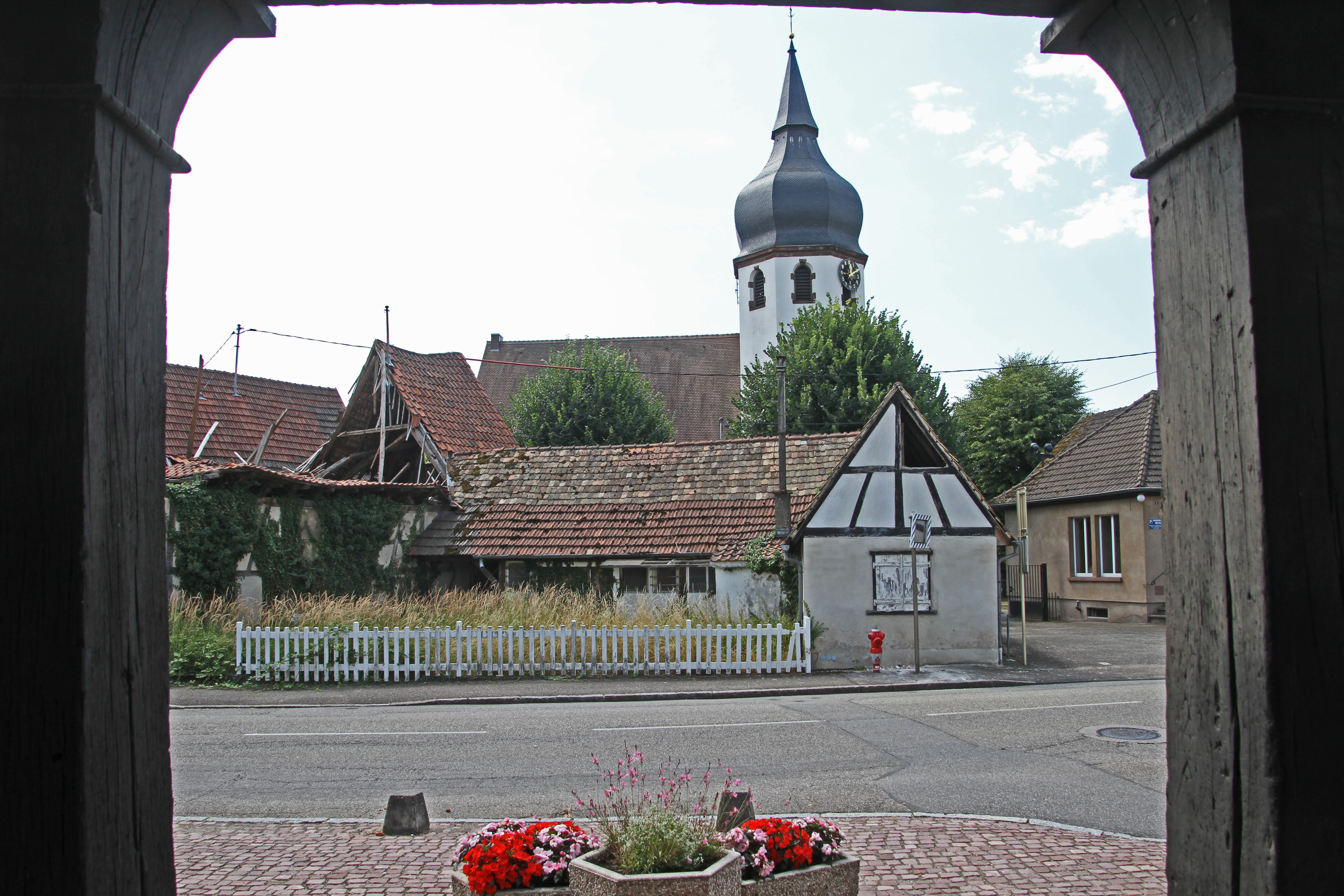
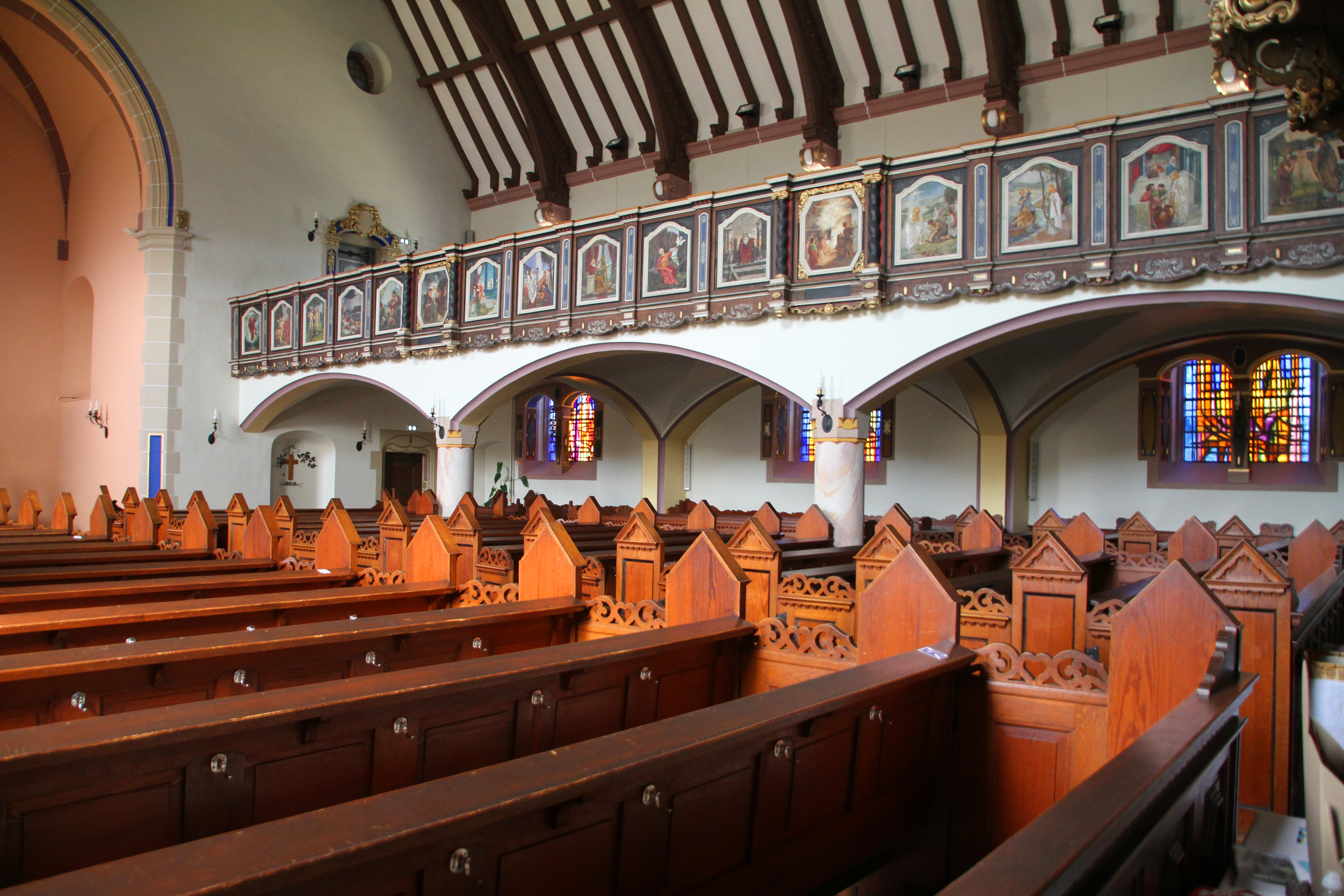
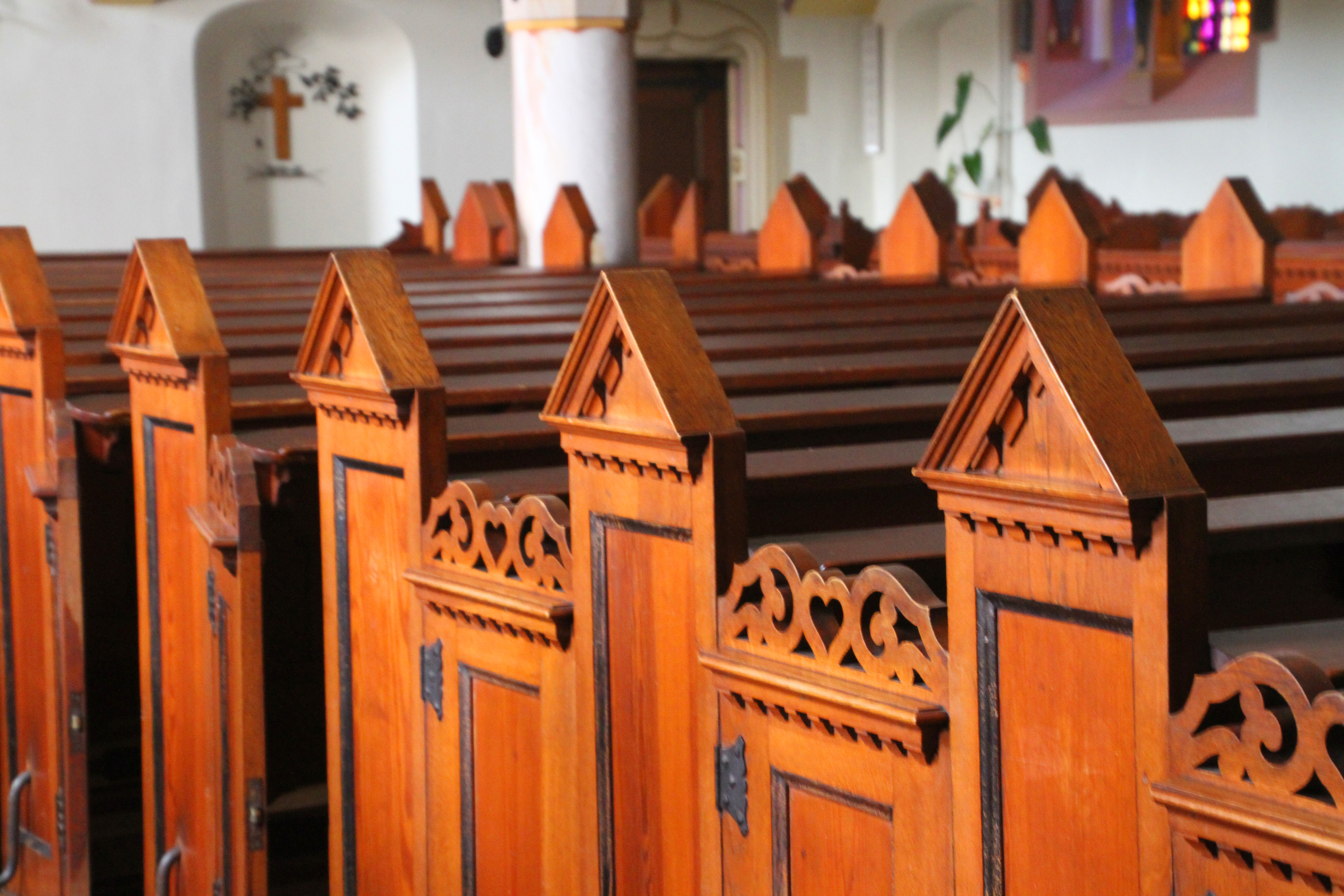
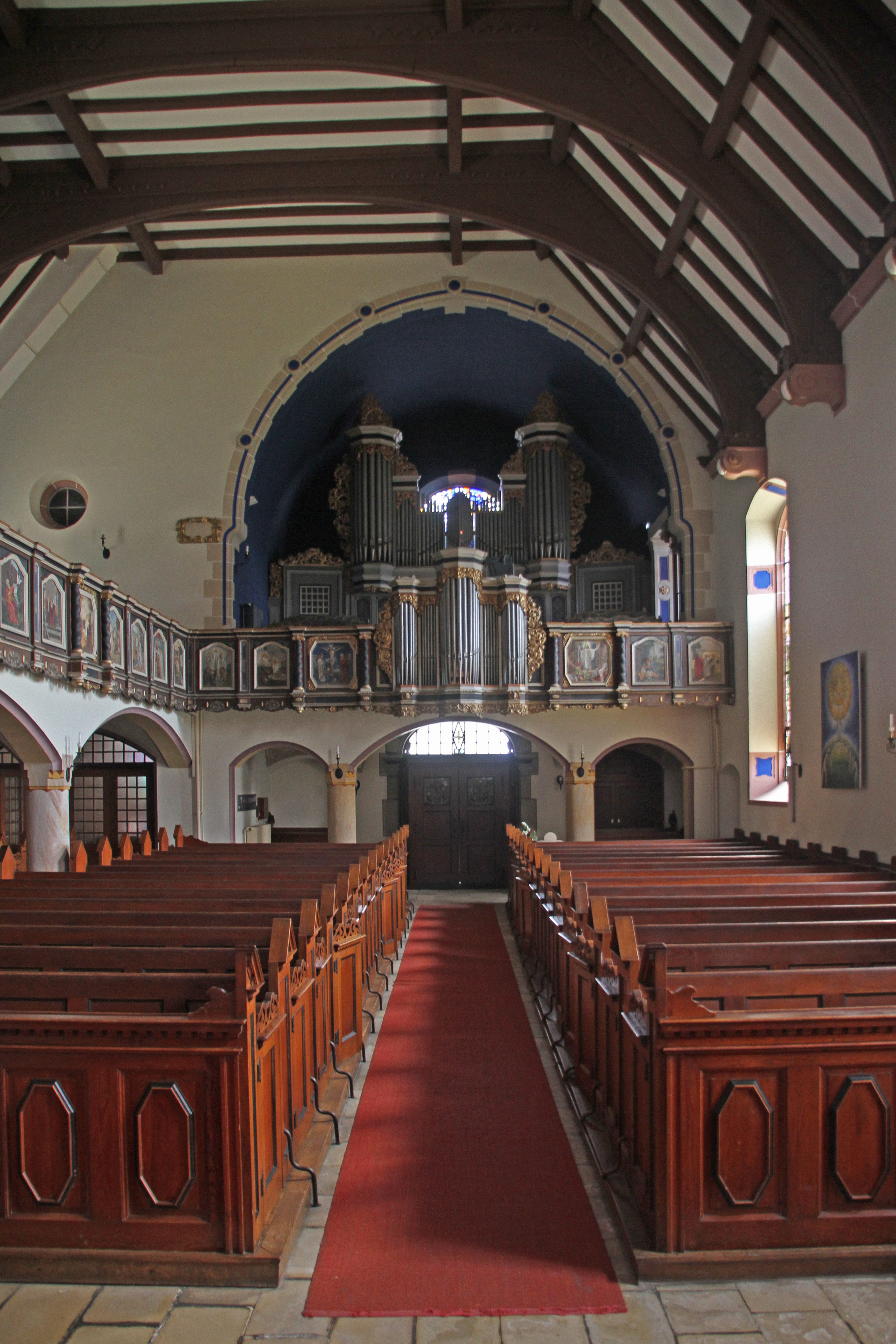
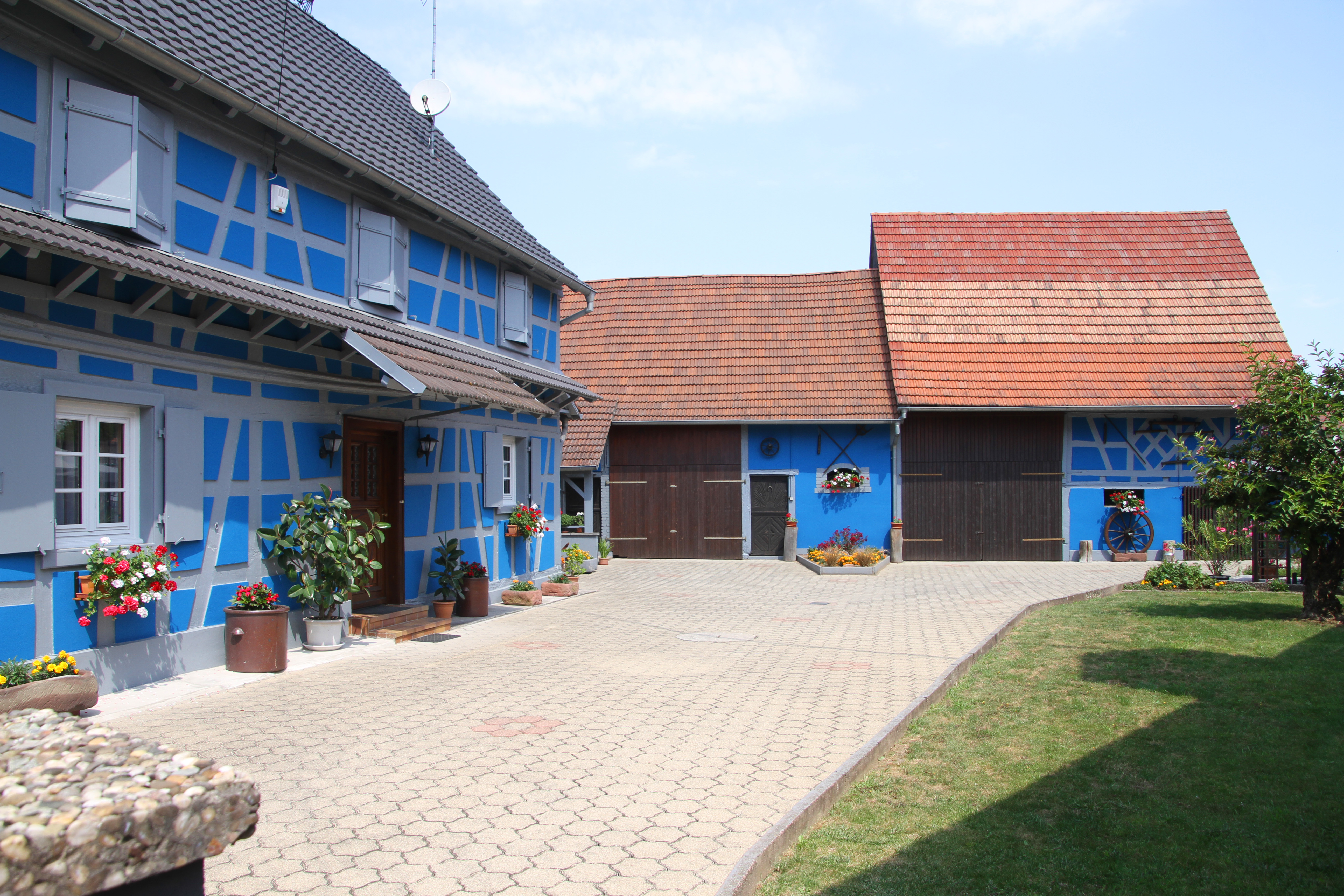
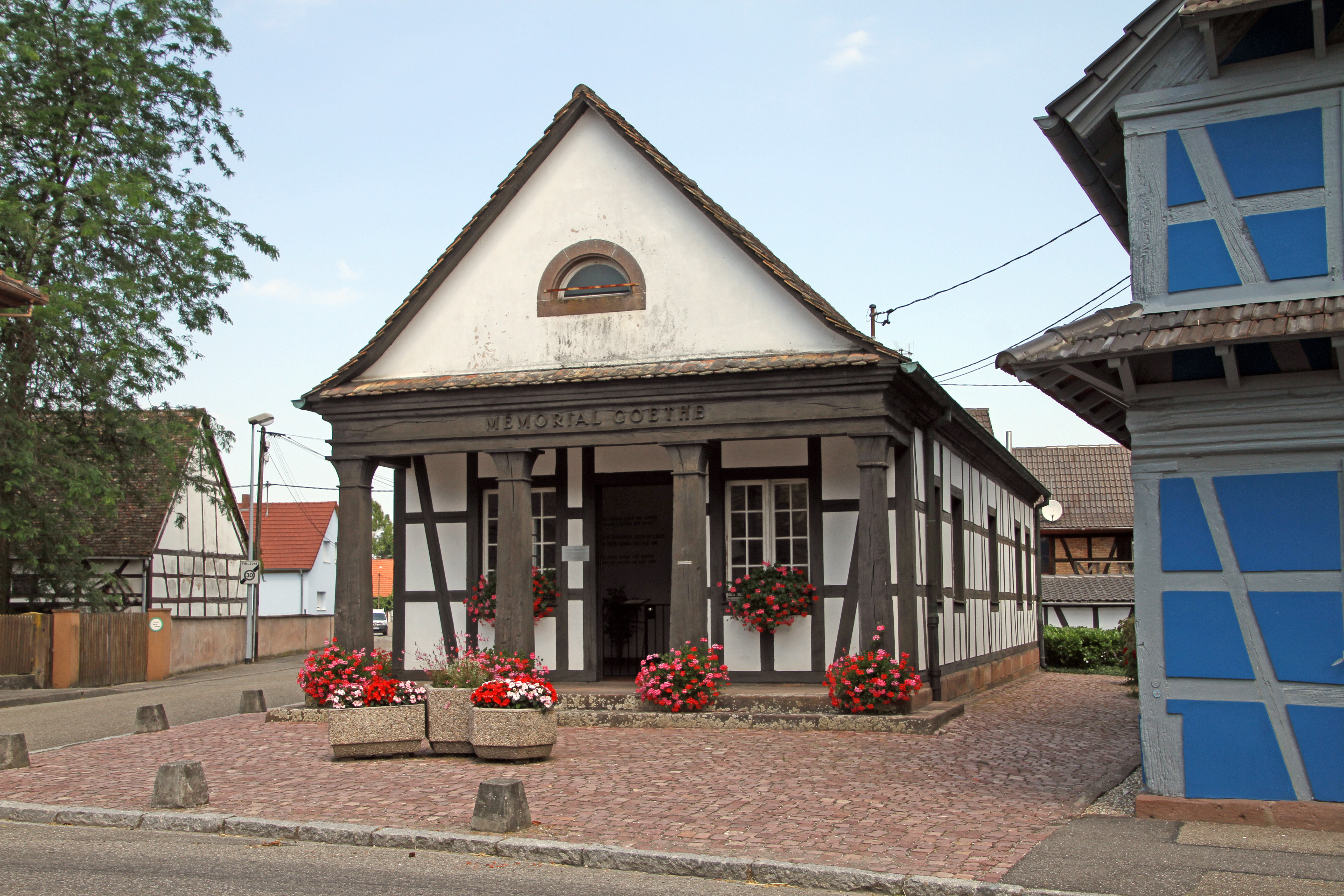
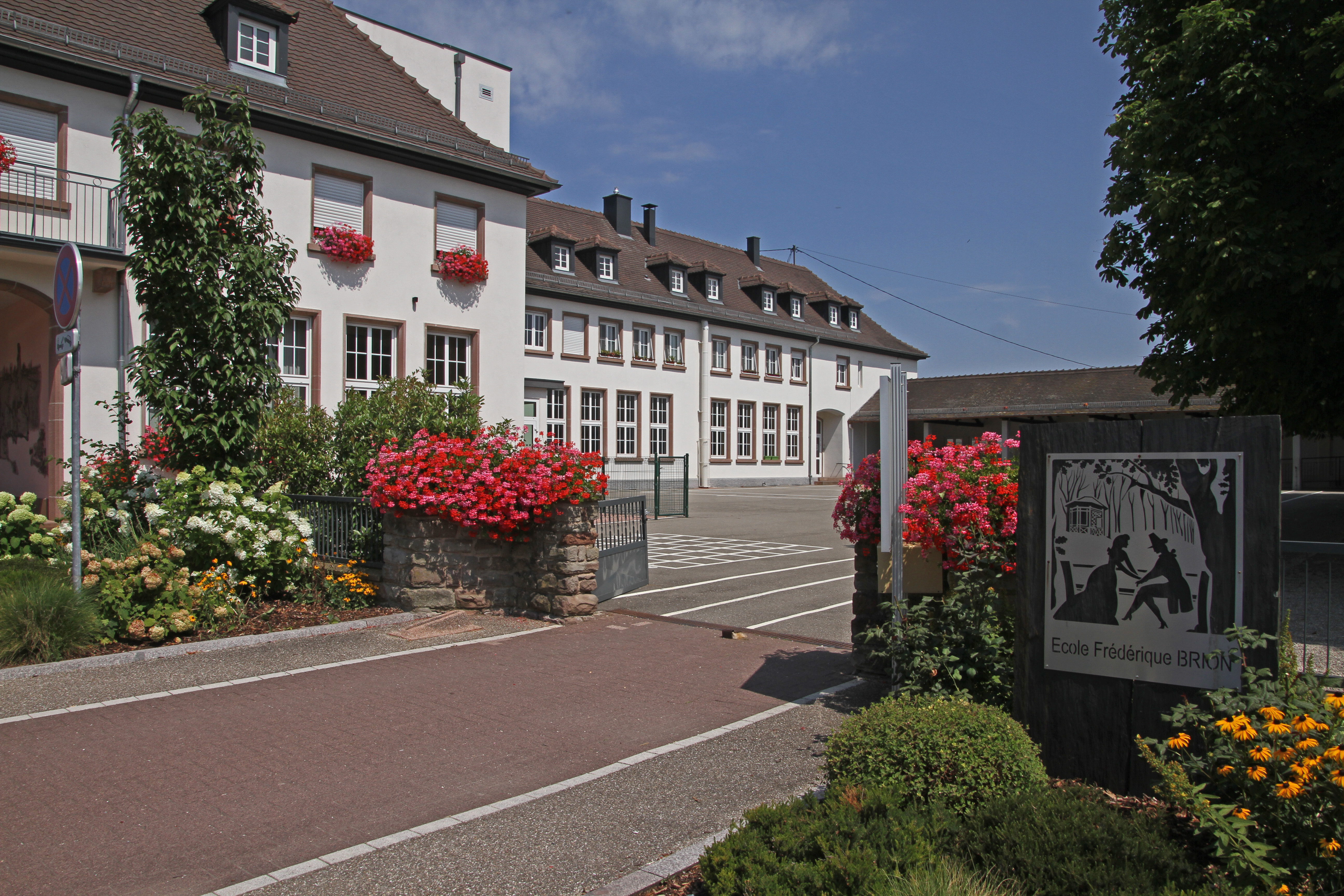
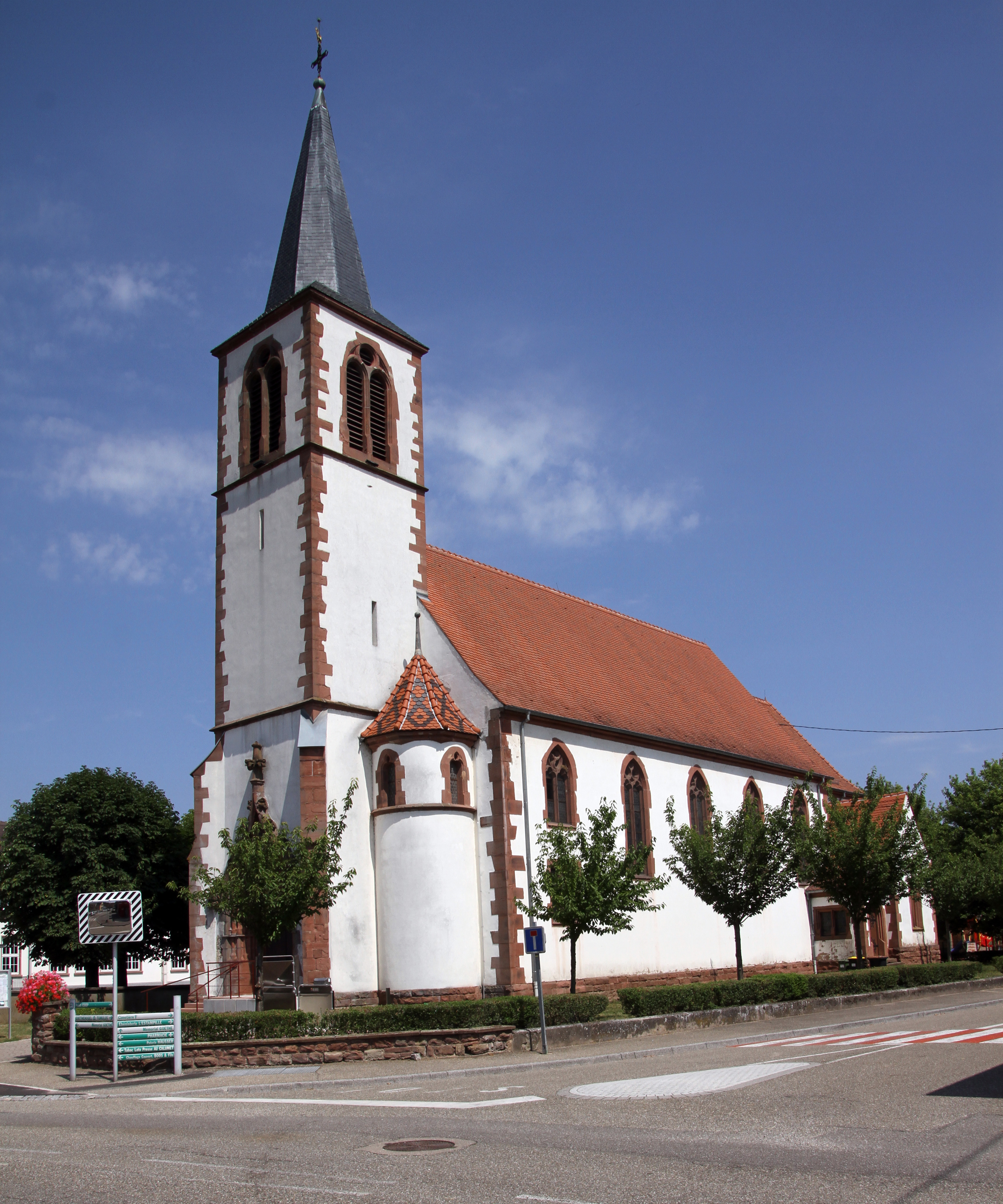